# Боличево (Волоколамський район)
Боличево (рос. Болычево) - село, підпорядковане місту Волоколамську Московської області Російської Федерації.
Муніципальне утворення — Волоколамський міський округ. Населення становить 665 осіб (2013).

## Географія
Село Боличево розташоване на заході Московської області, у південно-західній частині Волоколамського району, за 33 км на північний захід від міста Волоколамська і 34 км на північний захід від міста Можайська, на березі річки Іскони (басейн Москви).
У селі 7 вулиць - Молодіжна, Нижня, Нова, Першотравнева, Совєцька, Центральна і Шкільна, зареєстровано садове товариство. Поєднане автобусним сполученням з районним центром і селом Карачарово.
Найближчі населені пункти - селище Тяжинка, села Хатанки і Новоболичево.

### Клімат
| Клімат Боличева           | Клімат Боличева | Клімат Боличева | Клімат Боличева | Клімат Боличева | Клімат Боличева | Клімат Боличева | Клімат Боличева | Клімат Боличева | Клімат Боличева | Клімат Боличева | Клімат Боличева | Клімат Боличева | Клімат Боличева |
| Показник                  | Січ.            | Лют.            | Бер.            | Квіт.           | Трав.           | Черв.           | Лип.            | Серп.           | Вер.            | Жовт.           | Лист.           | Груд.           | Рік             |
| Середній максимум, °C     | −6,2            | −5,2            | 0,0             | 9,4             | 17,5            | 21,5            | 22,7            | 21,1            | 14,9            | 7,9             | 0,5             | −3,5            | 8               |
| Середня температура, °C   | −9,5            | −8,8            | −3,8            | 4,9             | 12,0            | 16,1            | 17,6            | 16,1            | 10,5            | 4,7             | −1,8            | −6,2            | 4               |
| Середній мінімум, °C      | −12,7           | −12,3           | −7,5            | 0,4             | 6,5             | 10,8            | 12,6            | 11,1            | 6,2             | 1,6             | −4,1            | −8,9            | 0               |
| Норма опадів, мм          | 36              | 28              | 30              | 41              | 52              | 82              | 88              | 73              | 59              | 53              | 52              | 46              | 640             |
| ------------------------- | --------------- | --------------- | --------------- | --------------- | --------------- | --------------- | --------------- | --------------- | --------------- | --------------- | --------------- | --------------- | --------------- |
| Джерело: climate-data.org |                 |                 |                 |                 |                 |                 |                 |                 |                 |                 |                 |                 |                 |

## Історія
З 14 січня 1929 року входить до складу новоутвореної Московської області. Раніше належало до Волоколамського повіту Московської губернії. Належало до Волоколамського району до його ліквідації 9 червня 2019 року.
У 2006-2019 роках органом місцевого самоврядування було сільське поселення Осташевське. Сучасне адміністративне підпорядкування з 2019 року.

## Населення
| 1852 | 1859 | 1926 | 2002 | 2006  | 2010 |
| ---- | ---- | ---- | ---- | ----- | ---- |
| 53   | ↗70  | ↘37  | ↗675 | ↗1159 | ↘665 |